# Anseropoda antarctica
Anseropoda antarctica är en sjöstjärneart som beskrevs av Fisher 1940. Anseropoda antarctica ingår i släktet Anseropoda och familjen Asterinidae. Inga underarter finns listade i Catalogue of Life.